# الهروب من الخانكة (فلم)
الهروب من الخانكة فيلم مصري من إنتاج عام 1987، وكان من بطولة ماجدة الخطيب وفريد شوقي وكمال الشناوي. تناول استخدام مراكز القوى بعد 1952 مستشفى الأمراض العقلية كسجن لأصحاب الرأي، وعرض التهم الموجهة للمفكرين بأنهم عملاء وممولون من الخارج. وكيف اختلف أعضاء مجلس قيادة الثورة بعد خلع محمد نجيب في الاستيلاء على السلطة أم تسليمها للمدنيين، لذا فقد منع عرض الفيلم لهذه الأسباب.

## وصلات خارجية
- مقالات تستعمل روابط فنية بلا صلة مع ويكي بيانات